# کیست میکسوئید
کیست میکسوئید (به انگلیسی: myxoid cyst) نوعی بیماری پوستی است که اغلب با فرورفتگی سطح ناخن و به وجود آمدن شیارهایی بر روی آن بروز می‌کند.